# Михаило Палеолог (велики хартулар)
Михаило Палеолог (средњегрчки: Μιχαήλ Παλαιολόγος) је био византијски аристократа и високи достојанственик у Никејском царству, који је носио титулу великог хартулара, који је био и стриц византијског цара Михаила VIII Палеолога.
Сматра се да је рођен око 1180/1185. године био је син великог војводе Алексија Дуке Палеолога и Ирине Комнине, ћерке Јована Кантакузина. Имао је још једног брата - Андроника Комнина Палеолога, који је био отац цара Михаила VIII Палеолога. Михаило је вероватно био старији од брата, вероватно назван по свом деди по оцу, као што је била традиција крштења прворођених синова у то време.
Михаило Палеолог се уздигао до високог дворског чина великог картулара у Никејском царству. Међутим, око 1254 – 1255. године Михаило је затворен по наређењу цара Теодора II Ласкариса (према другом мишљењу, можда цара Јована III Дуке Ватаца) због нелојалности и критике цара. Вероватно је преминуо у затвору, где је држан у условима неприкладним за његове поодмакле године. Георгије Пахимер извештава да је хапшење његовог стрица изазвало будућег цара Михаила VIII Палеолога, тада још кефала Месотине, да побегне у иностранство код Турака Селџука почетком 1256. године, након што га је дворјанин, службеник по имену Котис, упозорио на то шта се догодило његовом стрицу. 
Према француском истраживачу Виталију Лорану, велики картулар Михаило Палеолог био је ожењен ћерком цара Алексија V Дуке Мурзуфула, за шта се Лоран позива на маргиналну белешку у рукопису Codex Ambrosianus  (Ф. 96 суп. фол. 19р), који садржи извештај Николе Месарита за устанак Јована Комнина Дебелог 1201. године. Према овој белешци, покретач устанка био је Алексије Дука Мурзуфул, чији је зет Михаило Комнин Палеолог. Лоран је овог Михаила Комнина Палеолога поистоветио са великим картуларом, али су његову тезу касније оспорили француски истраживачи Жан-Пол Шење и Жан-Франсоа Ваније, који су тврдили да је дотични Михаило Комнин Палеолог био цар Михаило VIII Палеолог, а да је дотична маргинална белешка треба да се односи на време после 1259. године
Иако се име његове супруге не може са сигурношћу навести, Михаило Палеолог је био отац протостратора Андроника Палеолога, којег Георгије Пахимер помиње као првог рођака (езаделфоса) цара Михаила VIII Палеолога.